# Gomphoides infumata
Gomphoides infumata är en trollsländeart som först beskrevs av Jules Pièrre Rambur 1842.  Gomphoides infumata ingår i släktet Gomphoides och familjen flodtrollsländor. Inga underarter finns listade i Catalogue of Life.